# CONCACAF Gold Cup 1998
Der CONCACAF Gold Cup 1998 war die 14. Ausspielung der Kontinentalmeisterschaft im Fußball für Nord-, Mittelamerika und der Karibik und 4. unter der Bezeichnung "Gold Cup" und fand vom 1. bis 14. Februar in den USA statt.
Die USA qualifizierte sich als Zweitplatzierter für den FIFA-Konföderationen-Pokal 1999 in Mexiko, da Turniersieger Mexiko als dessen Gastgeber qualifiziert war.

## Spielorte
| Ort         | Stadion                         | Kapazität | Spiele                      |
| ----------- | ------------------------------- | --------- | --------------------------- |
| Los Angeles | Los Angeles Memorial Coliseum   | 92.000    | 4 Gruppenspiele, Finalrunde |
| Oakland     | Oakland-Alameda County Coliseum | 47.000    | 6 Gruppenspiele             |
| Miami       | Orange Bowl Stadium             | 74.000    | 2 Gruppenspiele             |

| Los Angeles |

| Oakland |

| Miami |

## Vorrunde

### Gruppe A
| Pl.                                                                                                   | Land        | Sp. | S | U | N | Tore    | Diff. | Punkte |
| --- | ----------- | --- | - | - | - | ------- | ----- | ------ |
| 1. | Jamaika *   | 3   | 2 | 1 | 0 | 005:200 | +3    | 07     |
| 2. | Brasilien   | 3   | 1 | 2 | 0 | 005:100 | +4    | 05     |
| 3. | Guatemala   | 3   | 0 | 2 | 1 | 003:400 | −1    | 02     |
| 4. | El Salvador | 3   | 0 | 1 | 2 | 000:600 | −6    | 01     |
| * Jamaika ersetzte die kanadische Fußballnationalmannschaft, die sich vom Turnier zurückgezogen hatte |             |     |   |   |   |         |       |        |

|                                   |   |           |           |
| 1. Februar 1998 in Los Angeles    |   |           |           |
| El Salvador                       | – | Guatemala | 0:0       |
| 3. Februar 1998 in Miami          |   |           |           |
| Brasilien                         | – | Jamaika   | 0:0       |
| 5. Februar 1998 in Miami          |   |           |           |
| Brasilien                         | – | Guatemala | 1:1 (0:0) |
| 8. Februar 1998 in Los Angeles    |   |           |           |
| Guatemala                         | – | Jamaika   | 2:3 (1:1) |
| 8. Februar 1998 in Los Angeles    |   |           |           |
| El Salvador                       | – | Brasilien | 0:4 (0:2) |
| 9. Februar 1998 in Los Angeles ** |   |           |           |
| El Salvador                       | – | Jamaika   | 0:2 (0:1) |

### Gruppe B
Alle Spiele in Oakland.
| Pl. | Land              | Sp. | S | U | N | Tore    | Diff. | Punkte |
| --- | ----------------- | --- | - | - | - | ------- | ----- | ------ |
| 1.  | Mexiko            | 2   | 2 | 0 | 0 | 006:200 | +4    | 06     |
| 2.  | Trinidad & Tobago | 2   | 1 | 0 | 1 | 005:500 | ±0    | 03     |
| 3.  | Honduras          | 2   | 0 | 0 | 2 | 001:500 | −4    | 0      |

|                 |   |                     |           |
| 1. Februar 1998 |   |                     |           |
| Honduras        | – | Trinidad und Tobago | 1:3 (0:2) |
| 4. Februar 1998 |   |                     |           |
| Mexiko          | – | Trinidad und Tobago | 4:2 (1:0) |
| 7. Februar 1998 |   |                     |           |
| Mexiko          | – | Honduras            | 2:0 (1:0) |

### Gruppe C
Alle Spiele in Oakland.
| Pl. | Land       | Sp. | S | U | N | Tore    | Diff. | Punkte |
| --- | ---------- | --- | - | - | - | ------- | ----- | ------ |
| 1.  | USA        | 2   | 2 | 0 | 0 | 005:100 | +4    | 06     |
| 2.  | Costa Rica | 2   | 1 | 0 | 1 | 008:400 | +4    | 03     |
| 3.  | Kuba       | 2   | 0 | 0 | 2 | 002:100 | −8    | 0      |

|                 |   |            |           |
| 1. Februar 1998 |   |            |           |
| USA             | – | Kuba       | 3:0 (0:0) |
| 4. Februar 1998 |   |            |           |
| Costa Rica      | – | Kuba       | 7:2 (5:0) |
| 7. Februar 1998 |   |            |           |
| USA             | – | Costa Rica | 2:1 (1:0) |

## Finalrunde
Alle Spiele in Los Angeles.

### Halbfinale
|                  |   |           |           |
| 10. Februar 1998 |   |           |           |
| USA              | – | Brasilien | 1:0 (0:0) |
| 12. Februar 1998 |   |           |           |
| Jamaika          | – | Mexiko    | 0:1 n.GG. |

### Spiel um Platz 3
|                  |   |         |           |
| 14. Februar 1998 |   |         |           |
| Brasilien        | – | Jamaika | 1:0 (0:0) |

### Finale
|                  |   |        |           |
| 14. Februar 1998 |   |        |           |
| USA              | – | Mexiko | 0:1 (0:1) |

## Beste Torschützen
| Rang | Spieler        | Tore |
| ---- | -------------- | ---- |
| 1    | Luis Hernández | 4    |
|      | Paulo Wanchope | 4    |
| 3    | Romário        | 3    |